# Italienische Faustballnationalmannschaft der Männer
Die italienische Faustballnationalmannschaft der Männer ist die von den italienischen Nationaltrainern getroffene Auswahl italienischer Faustballspieler. Sie repräsentieren die Federazione Italiana Faustball (FIF) auf internationaler Ebene bei Veranstaltungen der European Fistball Association und International Fistball Association.

## Internationale Erfolge
Seit der ersten Faustball-Europameisterschaft 1965 in Österreich nimmt die italienische Faustballnationalmannschaft der Männer an internationalen Wettbewerben teil.

### Weltmeisterschaften
| - 1968 in Österreich: 7. Platz (von 8) - 1972 in Deutschland: 5. Platz (von 7) - 1976 in Brasilien: nicht teilgenommen - 1979 in der Schweiz: 7. Platz (von 8) - 1982 in Deutschland: 6. Platz (von 8) - 1986 in Argentinien: nicht teilgenommen | - 1990 in Österreich: 9. Platz (von 11) - 1992 in Chile: 8. Platz (von 10) - 1995 in Namibia: 7. Platz (von 10) - 1999 in der Schweiz: 7. Platz (von 12) - 2003 in Brasilien: 9. Platz (von 10) - 2007 in Deutschland: 7. Platz (von 12) | - 2011 in Österreich: 7. Platz (von 12) - 2015 in Argentinien: 7. Platz (von 14) - 2019 in der Schweiz: 5. Platz (von 18) |

## Team

### Aktueller Kader
Kader bei der Faustball-EM 2016 in Österreich:
| Nr.            | Name                  | Verein    | Geburt  | Größe   | LS      |         |         |
| Angriff        | Angriff               | Angriff   | Angriff | Angriff | Angriff | Angriff | Angriff |
| -------------- | --------------------- | --------- | ------- | ------- | ------- | ------- | ------- |
| 4              | Tobias Prudenziati    | SSV Bozen | 1986    | 180 cm  | 71      |         |         |
| 9              | Armin Runer           | SSV Bozen | 1987    | 188 cm  | 66      |         |         |
| 3              | Moritz Menz           | SSV Bozen | 1995    | 185 cm  | 3       |         |         |
| Abwehr/Zuspiel |                       |           |         |         |         |         |         |
| 1              | Valentin Schwarz      | SSV Bozen | 1993    | 187 cm  | 4       |         |         |
| 3              | Thomas Meran          | SSV Bozen | 1988    | 176 cm  | 47      |         |         |
| 6              | Florian Runer         | SSV Bozen | 1989    | 180 cm  | 16      |         |         |
| 7              | Christian Scartezzini | SSV Bozen | 1986    | 180 cm  | 55      |         |         |
| 8              | Fabian Obexer         | SSV Bozen | 1989    | 174 cm  | 46      |         |         |
| 10             | Simon Prudenziati     | SSV Bozen | 1983    | 187 cm  | 82      |         |         |

### Trainer
| Name       | Funktion        |
| ---------- | --------------- |
| Jörg Ramel | Nationaltrainer |

## Nationaltrainer seit 1992
| Name              | von WM | bis WM | Platzierungen           |
| ----------------- | ------ | ------ | ----------------------- |
| Rudi Seifert      | 1992   | 1992   | 8. Platz WM 1992        |
| Udo Schulz        | 1995   | 1999   | 7. Platz WM 1995 & 1999 |
| Ulrich Richter    | 2003   | 2003   | 9. Platz WM 2003        |
| Hartmut Maus      | 2007   | 2007   | 7. Platz WM 2007        |
| Alexander Biasion | 2011   | 2011   | 7. Platz WM 2011        |
| Jörg Ramel        | 2015   |        | 7. Platz WM 2015        |